# Schreibersite
La schreibersite (Fe,Ni)3P, nommée en l’honneur du naturaliste autrichien Carl von Schreibers, est un phosphure de fer dans lequel le fer est partiellement remplacé par du nickel (7-65 %) et éventuellement un peu de chrome et de cobalt. Cristallisant dans le système tétragonal (groupe d'espace no 82, I4), ce minéral argenté, dur et cassant, prend le nom de rhabdite (du grec ῥάβδος : tige, bâton) quand il se présente sous la forme d’aiguilles (de section carrée).

## Découverte et autres occurrences
La schreibersite a été décrite en 1847 dans la météorite Magura, par Adolf Patera (en) et Wilhelm Haidinger qui lui donnèrent son nom. Ce minéral avait déjà été identifié l’année précédente par Charles Shepard (en), qui l’avait séparé par dissolution dans l’acide d’un morceau de la météorite Asheville, et nommé dyslytite (du grec δυσλυθεί : non dissous). Mais le premier à l’avoir observé (dans la météorite Bohumilitz), et en avoir estimé la composition chimique, était en fait Jöns Berzelius en 1832.
La schreibersite est présente dans la plupart des météorites de fer et dans le métal des météorites mixtes (pallasites et mésosidérites). On l’y trouve sous deux formes : d’une part des tablettes macroscopiques (jusqu’à 1 cm de large) en inclusion dans la taénite mais au contact ou proches d’une interface kamacite-taénite (les schreibersites, au sens strict) ; et d’autre part des cristaux prismatiques automorphes plus petits, dispersés dans la kamacite (les rhabdites).
On trouve aussi la schreibersite dans certaines chondrites et achondrites peu oxydées telles que les chondrites à enstatite et les aubrites, ou sous forme résiduelle dans des météorites partiellement métamorphisées. On en trouve aussi dans les roches des terres lunaires.
La schreibersite est également présente dans certaines roches terrestres mais elle est très rare. On ne la rencontre, comme (et avec) la cohénite, que dans des contextes extrêmement réducteurs, notamment là où du magma a envahi un gisement de charbon ou de lignite comme à Uivfaq sur l’île de Disko (Groenland) ou à Bühl près de Cassel (Land de Hesse, Allemagne).

## Mode de formation
L’examen du diagramme de phase Fe-Ni-P permet de comprendre comment la schreibersite peut se former à partir du phosphore présent à l’état dissous dans la phase métallique des météorites (un alliage de fer et de nickel, essentiellement) : le phosphure précipite en phase solide, après le début de la transformation taénite initiale (relativement riche en Ni et P) → kamacite (pauvre en Ni, plus riche en P) + taénite résiduelle (plus riche en Ni, pauvre en P). Les grains de schreibersite nucléent dans la taénite à l’interface kamacite-taénite (nucléation hétérogène) entre 700 et 500 °C (le fer et le nickel de la schreibersite proviennent de la taénite mais le phosphore de la kamacite). Les rhabdites nucléent dans la kamacite (nucléation homogène) quand elle devient elle-même sursaturée en (Fe,Ni)3P, à plus basse température (500-400 °C). Le profil de concentration du nickel des deux côtés de l’interface permet d’estimer la vitesse de refroidissement dans ces gammes de température (en complément de l’estimation obtenue couramment à partir des figures de Widmanstätten),.

## Schreibersite et vie primitive
Le phosphore joue un rôle crucial pour tous les êtres vivants, via notamment la molécule ATP qui fournit l'énergie nécessaire aux réactions chimiques du métabolisme. Mais les phosphates disponibles à la surface de la Terre sont trop peu réactifs pour avoir plausiblement fourni le phosphore nécessaire aux réactions de la chimie prébiotique. Par corrosion hydrothermale la schreibersite des météorites fournit des dihydrogénophosphites solubles (ion H2PO3−), eux-mêmes facilement déshydratés en pyrophosphites (ion H2P2O52−). Or ces pyrophosphites sont de bons candidats pour jouer un rôle analogue à celui de l’ATP dans l’environnement terrestre primitif.